# Инвазија (филм)
Инвазија (енгл. The Invasion) је научнофантастични трилер филм из 2007. године који је режирао Оливер Хиршбигел. Главне улоге тумаче Никол Кидман и Данијел Крејг. Инвазија је четврта филмска адаптација књиге Крадљивац лешева Џека Финија. Филм је комерцијално био неуспешан и добио је лоше критике.

## Прича
Испоставља се да алге које са собом на Земљу доноси свемирски брод имају вирус који мења људски мозак након што заражена особа заспи. Карол Бенел (Никол Кидман) је психијатар који открива да је њен син једини који би могао да спасе планету од вируса. Карол је заљубљена у доктора Бена Дрискола (Данијел Крејг) јој помаже у помаже у спасавању људског рода.

## Пријем код публике
Филм је био комерцијални промашај будући да је од приказивања у свету зарадио само 40 милиона долара, а буџет му је био $80 милиона. За премијерни викенд у САД-у, филм је зарадио само $5,9 милиона, што га је ставило на пето место бокс-офиса тог викенда, што је уједно био највиши пласман на лествици.
Филм је у САД зарадио $15,1 милиона, што је уједно највиша зарада за филм у свету. Зарада од преко милион долара је остварена само у седам земаља.
У Србији и Црној Гори, филм је зарадио $10.948 у четири биоскопа у којима је се приказивао.

## Пријем код критике
Филм је добио мешане критике код америчких критичара. На агрегатном порталу за критику, Metacritic, филм је добио оцену 45/100, што означава „мешане или осредње рецензије." Критичари су углавном били позитивни што се тиче продукцијске вредности филма, али су били негативно настројени према режији и сценарију.